# Eva Marks

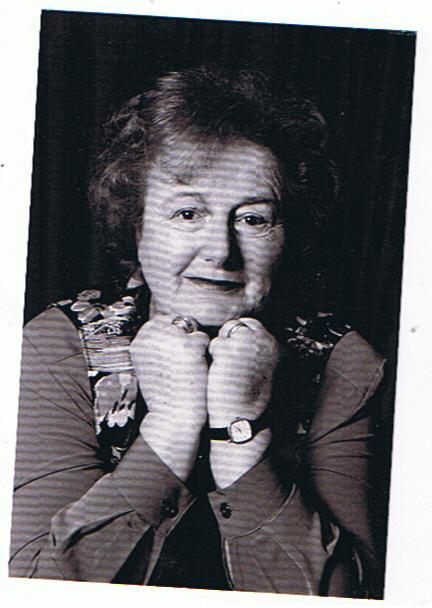
Eva Marks

Eva Marks (* 1. Juli 1932 in Wien; † 27. Jänner 2020 in Australien) war eine österreichisch-australische Autorin und Holocaust-Überlebende. Sie lebte in Melbourne (Australien).

## Leben
Nach dem „Anschluss“ Österreichs an das Deutsche Reich im Jahr 1938 flüchtete sie auf Grund von Verfolgung mit ihrer Familie von Wien nach Lettland, in der Hoffnung, dort ein Visum für die USA zu erlangen. Im Kontext des Unternehmens Barbarossa wurde Eva Marks mit ihren Eltern von den Sowjets nach Sibirien in ein Gulag-Lager transportiert. 1943 landete sie in einem weiteren in Kasachstan. Nach ihrer Befreiung 1947 begann sie sich eine neue Existenz in Melbourne aufzubauen. Sie beschrieb ihre Lebenserfahrung in ihrer Autobiografie A Patchwork Life.
Jahrzehntelang setzte sich Eva Marks für das Gedenken der Opfer des Holocausts in Europa und der Sowjetunion ein und versuchte die Aufmerksamkeit vermehrt auf den sowjetischen Gulag zu lenken, worüber ihrer Meinung nach noch kaum eine Vergangenheitsbewältigung stattgefunden hat. Sie leistete 18 Monate lang Freiwilligendienst am Jewish Museum of Australia und 17 Jahre lang am Jewish Holocaust Museum and Research Centre; drei Jahre lang war sie Kassenführerin der Friends of the Holocaust Centre in Melbourne.

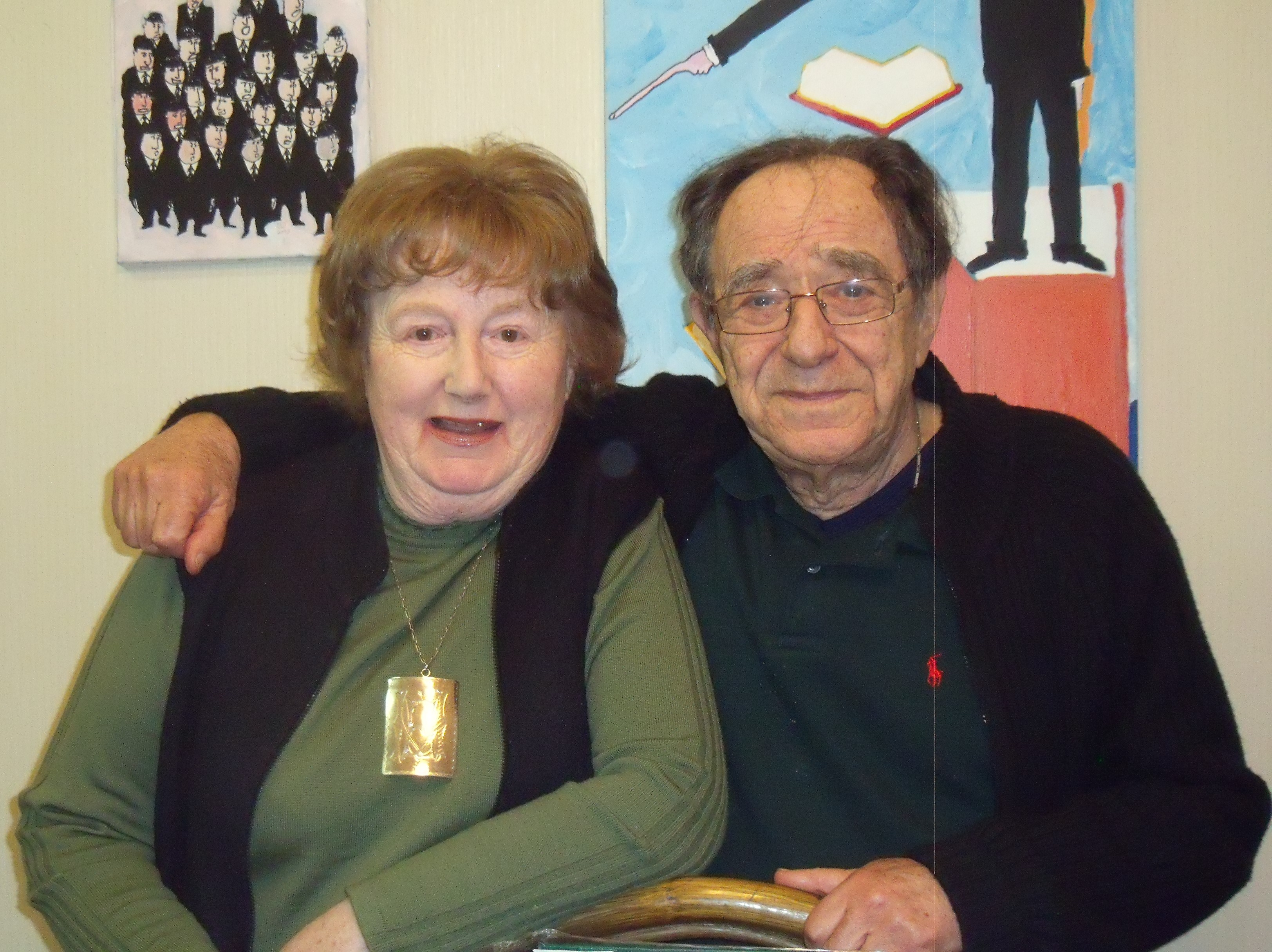
Eva und Stan Marks (2010)

## Auszeichnungen
- Child Survivors Urkunde des Jewish Holocaust Museum and Research Centre in Anerkennung ihrer herausragenden Beiträge
- Urkunde von Steve Bracks in Anerkennung ihres Freiwilligendienstes am Jewish Holocaust Museum and Research Centre
- Urkunde des lokalen Verwaltungsgebietes Glen Eira in Anerkennung ihrer vielen Stunden an Freiwilligendienst
- Austrian Holocaust Memorial Award (2010)

## Publikationen
- A Patchwork Life. Makor Jewish Community Library, Caulfield South Vic. 2002, ISBN 1-876733-30-6.
- Eva Marks: Nightmare-Waking. What Do You remember? You were a child. (PDF; 7,13 MB) In: Centre News. August 2006, S. 14, abgerufen am 16. Mai 2013 (Bd. 28, Nr. 2).